# Barrio la Manga
Barrio la Manga är en ort i Mexiko, tillhörande kommunen Jocotitlán i den nordvästra delen av delstaten Mexiko. Orten hade 139 invånare vid folkräkningen 2010.